# Vulmont
Vulmont település Franciaországban, Moselle megyében. Lakosainak száma 31 fő (2022. január 1.). Vulmont Phlin, Thézey-Saint-Martin, Foville, Moncheux és Sailly-Achâtel községekkel határos.

## Népesség
A település népessége az elmúlt években az alábbi módon változott:
| Lakosok száma | 38   | 32   | 30   | 31   | 31   | 32   | 32   | 31   |
|               | 2013 | 2015 | 2017 | 2018 | 2019 | 2020 | 2021 | 2022 |